# Gina Ravera
Gina Ravera (São Francisco, Califórnia, 20 de Maio de 1966) é uma atriz e dançarina estadunidense, descendente de pai porto-riquenho e mãe afro-americana.

## Filmografia

### Televisão
- 2007 The Closer como Det. Daniels
- 2007 ER como Bettina DeJesus
- 2007 Raines como Lisa Lincoln
- 2005 Everwood como Stacey
- 2005 Inconceivable como Tricia Santos
- 2004 Boston Legal como Dr. Amanda Gerard
- 2004 The Handler como Agt. Ridgeway
- 2003 Charmed como Mary
- 2003 Miracles como Raina Bauer
- 2000 Time of Your Life como Jocelyn "Joss" House
- 2000 The Fugitive como Sara Gerard
- 1998 Malcolm & Eddie como Tracy Burke
- 1997 In the House como Sam
- 1994 NYPD Blue como Shawanda Wilson
- 1994 Silk Stalkings como Dr. Diana Roth
- 1993 Star Trek: The Next Generation como Ensign Tyler
- 1992 Melrose Place como Theresa
- 1991 Reasonable Doubts como LaTasha
- 1991 True Colors como Anita
- 1990 The Fresh Prince of Belair como Cheryl

### Cinema
- 2007 The Great Debaters como Ruth Tolson
- 2004 Gas como Rev. Sheila
- 1997 Soul Food como Faith
- 1997 Kiss the Girls como Naomi Cross
- 1996 Get on the Bus como Gina
- 1995 Showgirls como Molly Abrams
- 1992 Steal America como Jeena